# Àrea Estadística Combinada

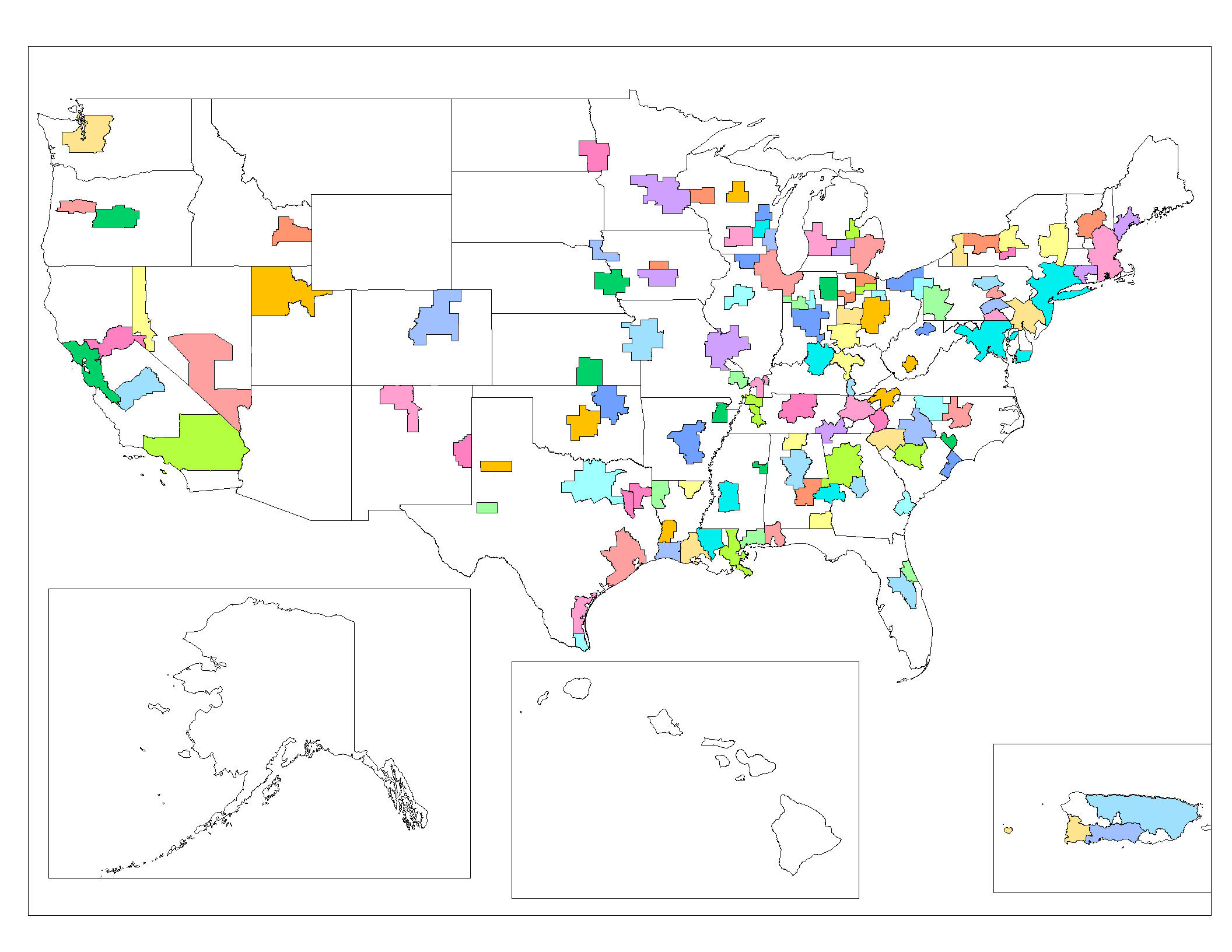
124 àrees estadístiques combinades dels Estats Units

Les Àrees Estadístiques Combinades (en anglès: Combined Statisticals Areas o CSA) dels Estats Units són àrees estadístiques metropolitanes i micropolitanes definides per l'Office of Management and Budget (OMB) és a dir, l'Oficina de Planejament i Pressupost dels Estats Units. Aquestes àrees estan constituïdes per un o més comtats administratius (o el seu equivalent). Les actuals àrees estadístiques metropolitanes i micropolitanes definides estan basades en l'aplicació dels paràmetres de l'any 2000 (del cens dels Estats Units de 2000), actualitzada.
Si es compleixen certs criteris, les àrees estadístiques micropolitanes i metropolitanes, en diverses combinacions, es poden convertir en els components d'un nou conjunt d'àrees anomenat "àrees estadístiques combinades" (Combined Statisticals Areas). Utilitzant la informació de l'Oficina del Cens dels Estats Units, l'OMB compila llistes d'aquestes àrees.